# Russian Government Cup 2012
Russian Government Cup 2012 spelades i Abakan under perioden 14-16 december 2012, och vanns av Ryssland, som finalbesegrade Finland med 6-0.

## Tabell
| Nr | Lag        | S | V | O | F | GM | IM | MS | P |
| -- | ---------- | - | - | - | - | -- | -- | -- | - |
| 1  | Ryssland   | 4 | 3 | 0 | 1 | 14 | 5  | +9 | 6 |
| 2  | Finland    | 4 | 3 | 0 | 1 | 7  | 8  | −1 | 6 |
| 3  | Ryssland-2 | 4 | 2 | 0 | 2 | 9  | 6  | +3 | 4 |
| 4  | Chakassien | 4 | 2 | 0 | 2 | 5  | 8  | −3 | 4 |
| 5  | Sverige    | 4 | 0 | 0 | 4 | 2  | 10 | −8 | 0 |

## Matcher

### Grundserien
- 14 december 2012: Finland-Sverige 2-1
- 14 december 2012: Chakassien-Ryssland 1-5
- 14 december 2012: Ryssland II-Finland 5-1
- 14 december 2012: Ryssland-Sverige 4-0
- 14 december 2012: Ryssland II-Chakassien 0-1
- 15 december 2012: Ryssland-Ryssland II 4-2
- 15 december 2012: Chakassien-Finland 1-2
- 15 december 2012: Sverige-Ryssland II 0-2
- 15 december 2012: Finland-Ryssland 2-1
- 15 december 2012: Sverige-Chakassien 1-2

### Match om tredje pris
- 16 december 2012: Chakassien-Ryssland II 2-3

### Final
- 16 december 2012: Finland-Ryssland 0-6

### Fotnoter
1. ↑  Antti Koivukangas (16 december 2012). ”Finland föll i finalen”. Yle. http://svenska.yle.fi/artikel/2012/12/16/finland-foll-i-finalen. Läst 20 januari 2016.